# Andrzej Kisielewicz (prawnik)
Andrzej Kisielewicz (ur. 6 stycznia 1949 w Leżajsku) – polski prawnik, urzędnik państwowy i nauczyciel akademicki, w latach 1992–1994 wiceminister współpracy gospodarczej z zagranicą, sędzia, a w latach 2004–2015 wiceprezes Naczelnego Sądu Administracyjnego.

## Życiorys
Ukończył w 1971 studia prawnicze na Uniwersytecie Marii Curie-Skłodowskiej w Lublinie. W 1980 uzyskał stopień doktora nauk prawnych. Był aplikantem sądowym w Sądzie Wojewódzkim w Rzeszowie, w 1973 zdał egzamin sędziowski. Pracował jako nauczyciel akademicki w Filii UMCS w Rzeszowie, specjalizując się w zagadnieniach z zakresu prawa pracy. W 1990 objął stanowisko dyrektora urzędu wojewódzkiego w Rzeszowie. Później do 1994 zajmował stanowisko podsekretarza stanu w Ministerstwie Współpracy Gospodarczej z Zagranicą.
W 1994 powołany na sędziego Naczelnego Sądu Administracyjnego, w którym orzekał do czasu przejścia w stan spoczynku. W latach 2004–2015 pełnił funkcje prezesa Izby Gospodarczej oraz wiceprezesa NSA. Ponownie zajął się w międzyczasie działalnością dydaktyczną jako pracownik naukowy WSPiA Rzeszowskiej Szkoły Wyższej. Od 2000 do 2014 wchodził w skład Państwowej Komisji Wyborczej, pełnił funkcję zastępcy przewodniczącego PKW.

## Odznaczenia
Odznaczony Krzyżem Kawalerskim Orderu Odrodzenia Polski (2011).